# آرندال
آرندال (به لاتین: Arendal) یک شهرک و شهرداری در نروژ است که در استان اوست آدر واقع شده‌است.

## خصوصیات
آرندال ۲۷۰٫۰۰ کیلومترمربع مساحت و ۴۱٬۶۵۵ نفر جمعیت دارد.